# Prionosthenus femoralis
Prionosthenus femoralis är en insektsart som beskrevs av Werner 1939. Prionosthenus femoralis ingår i släktet Prionosthenus och familjen Pamphagidae. Inga underarter finns listade i Catalogue of Life.